# Edwardsiana quettensis
Edwardsiana quettensis är en insektsart som först beskrevs av M. Firoz Ahmed 1971.  Edwardsiana quettensis ingår i släktet Edwardsiana och familjen dvärgstritar.
Artens utbredningsområde är Pakistan. Inga underarter finns listade i Catalogue of Life.